# 青柳総本家
株式会社青柳総本家（あおやぎそうほんけ）は、愛知県名古屋市守山区瀬古一丁目に本社を置く製菓業者。「青柳ういろう」というブランドのういろうなどの菓子類を製造・販売している。
名古屋におけるういろうの老舗であり、ういろうの生産量・販売数は日本一である。トレードマークは柳に飛びつくカエルをデザインしたもので、小野道風の故事（目標に向かって何度でも努力を繰り返す）から来ている。杉本健吉によりデザインされた。主力製品のういろうと、英語で柳を意味する「willow」の発音が似通っているのは偶然の語呂合わせである。

## 歴史

### 戦前の歴史
1879年（明治12年）、初代後藤利兵衛が尾張徳川家17代当主の徳川慶勝から「青柳」の屋号を賜り、大須の門前通で蒸し羊羹の製造を開始した（青柳総本家の創業）。数年後にはういろうの製造も開始している。
1922年（大正11年）には平和記念東京博覧会にういろうを出品し、有効進歩賞を受賞するとともに、宮内省御用命を賜った。1931年（昭和6年）には国鉄（現・JR東海）名古屋駅の構内でういろうの立ち売りを開始し、これがういろうが名古屋名物となる契機となった。昭和初期には三ツ星百貨店（現・丸栄）などにも出店を行った。

### 戦後の歴史

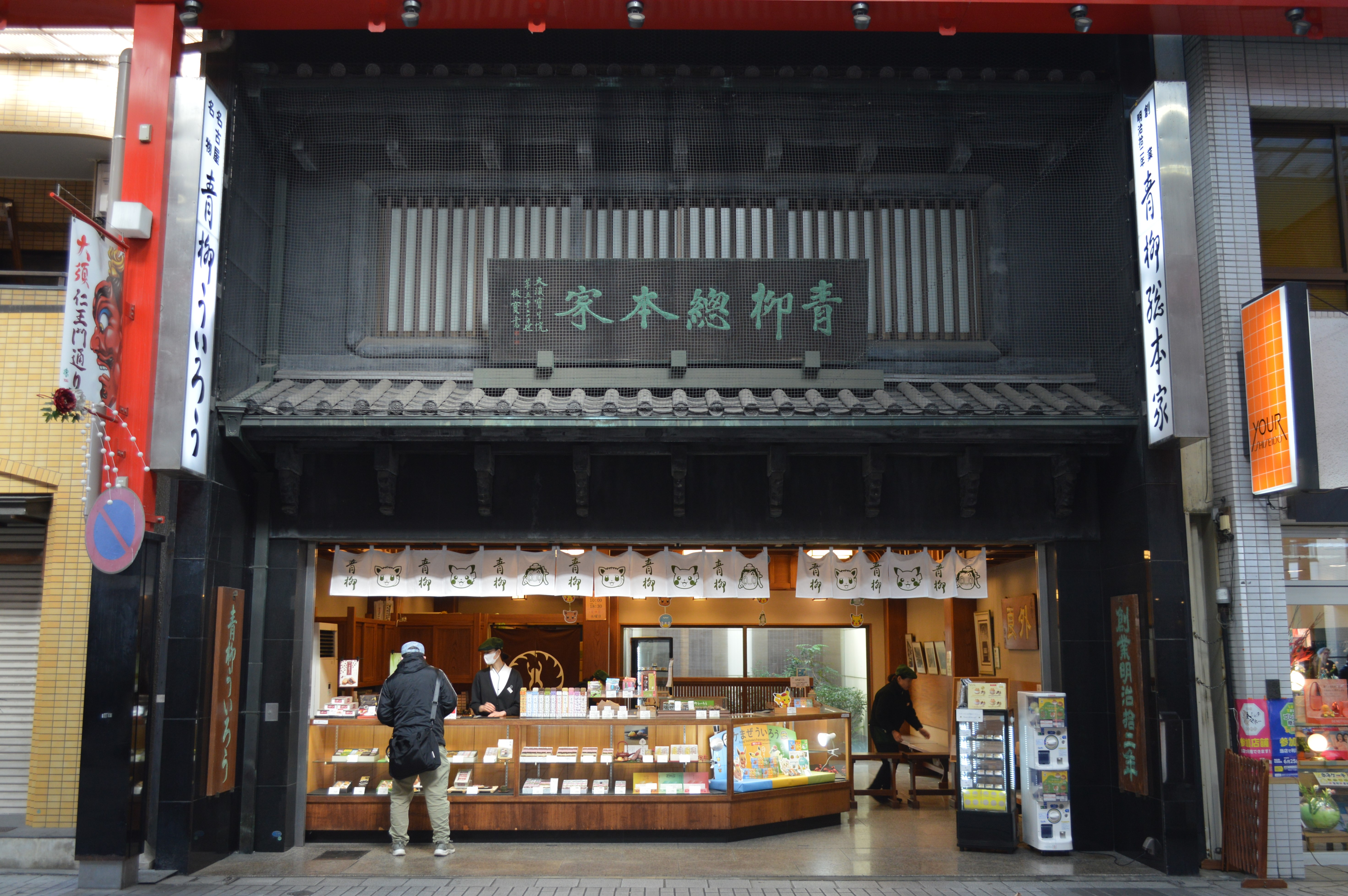
大須本店

太平洋戦争後の1948年（昭和23年）には4代目の後藤敬一郎が、名古屋市瑞穂区十六町の自宅を工場として再建に取り掛かった。1950年（昭和25年）には法人化した。1952年（昭和27年）には瑞穂工場を建設し、高圧加熱殺菌法を採用して包装を竹皮からアルミ蒸着紙に変更した。1954年（昭和29年）には広小路店に柳宗理の設計による茶房「青柳」を開店させた。同時期には洋菓子の製造も開始している。
1962年（昭和37年）には名古屋市守山区に新工場が完成し、瑞穂区から工場を移転させた。1964年（昭和39年）10月1日には東海道新幹線が開業し、青柳総本家のみが車内販売を認められた。このことはういろうが名古屋名物となるのに寄与した。1967年（昭和42年）には瑞穂区雲雀ヶ岡にレストランフルールを開店させた。1968年（昭和43年）には犬山工場が完成した。1969年（昭和44年）にはテレビCMの放送を開始した。
1978年（昭和53年）には名古屋テレビ塔の地下街に高級喫茶のアールヌーボーフルールを開店させた。1979年（昭和54年）には創業百周年記念事業として、大須店を改修して戦前の店舗を忠実に再現した。1985年（昭和60年）には守山区に新社屋が完成した。1987年（昭和62年）には昭和区八事に和洋菓子店、喫茶店、ギャラリースペースを併せ持つプラザフルールが開店した。1989年（平成元年）には創業110周年を記念してカエルまんじゅうの発売を開始した。
2018年（平成30年）9月、ららぽーと名古屋みなとアクルスの蔦屋書店内に喫茶Willowsを開店させた。

## 事業所

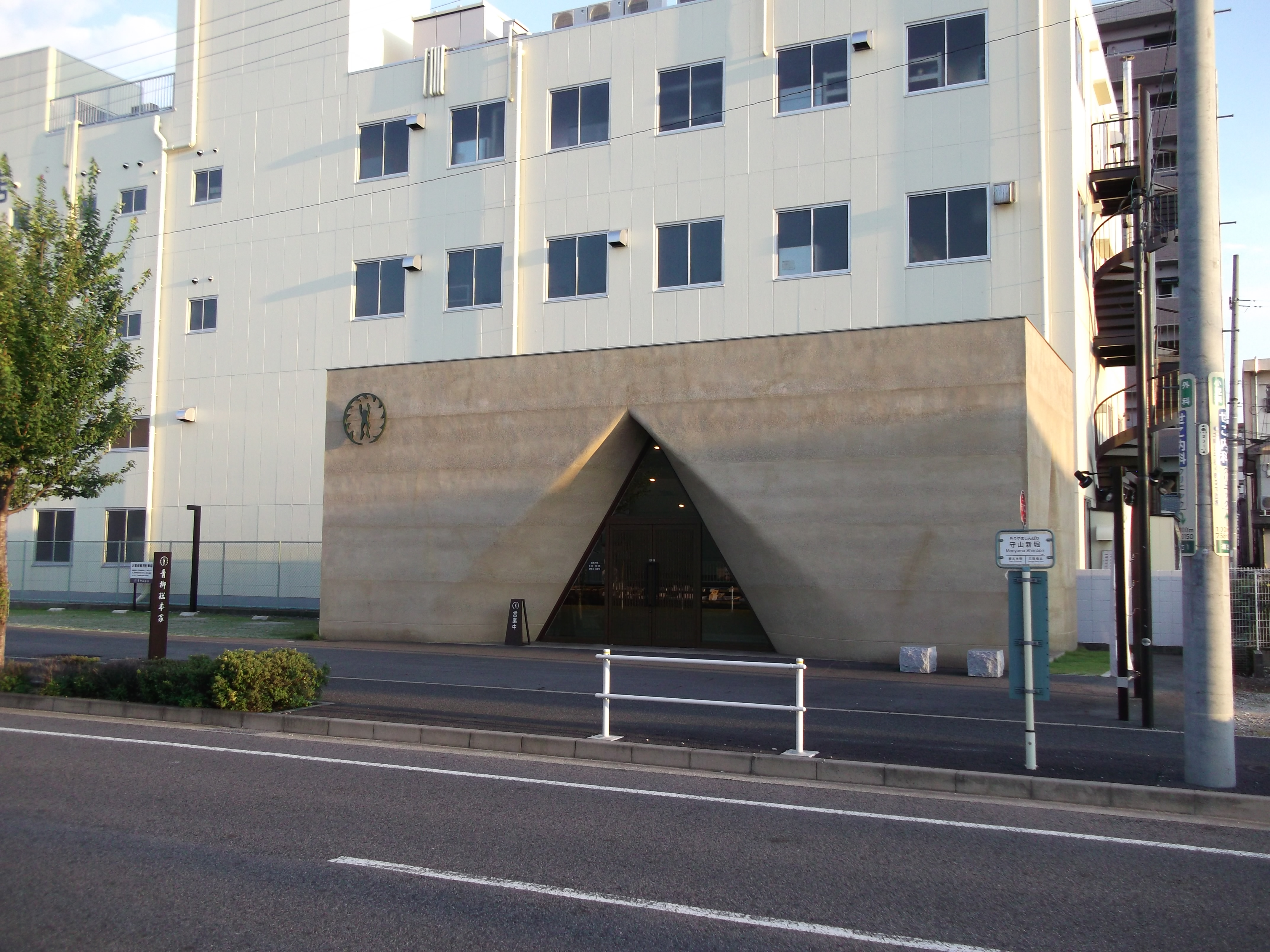
青柳総本家守山直営店

### 愛知県
本社・工場
愛知県名古屋市守山区瀬古一丁目919
守山直営店
愛知県名古屋市守山区瀬古一丁目628-1
大須本店
愛知県名古屋市中区大須二丁目18番50号
KITTE名古屋店
愛知県名古屋市中村区名駅一丁目1番1号 JPタワー名古屋・KITTE名古屋1階
エスカ店
愛知県名古屋市中村区椿町6番9号 エスカ地下街
この他に、名古屋三越（栄・星ヶ丘）、松坂屋名古屋店、名鉄百貨店（名駅）、ジェイアール名古屋タカシマヤ、などに専門の売場を設置している。

### 関東地方
青柳総本家 KitchenBASE神楽坂店
東京都新宿区払方町一丁目3番地（2022年3月11日オープン）
青柳総本家 浅草店
東京都台東区浅草二丁目2番14号（2022年4月1日オープン）

## 主力商品

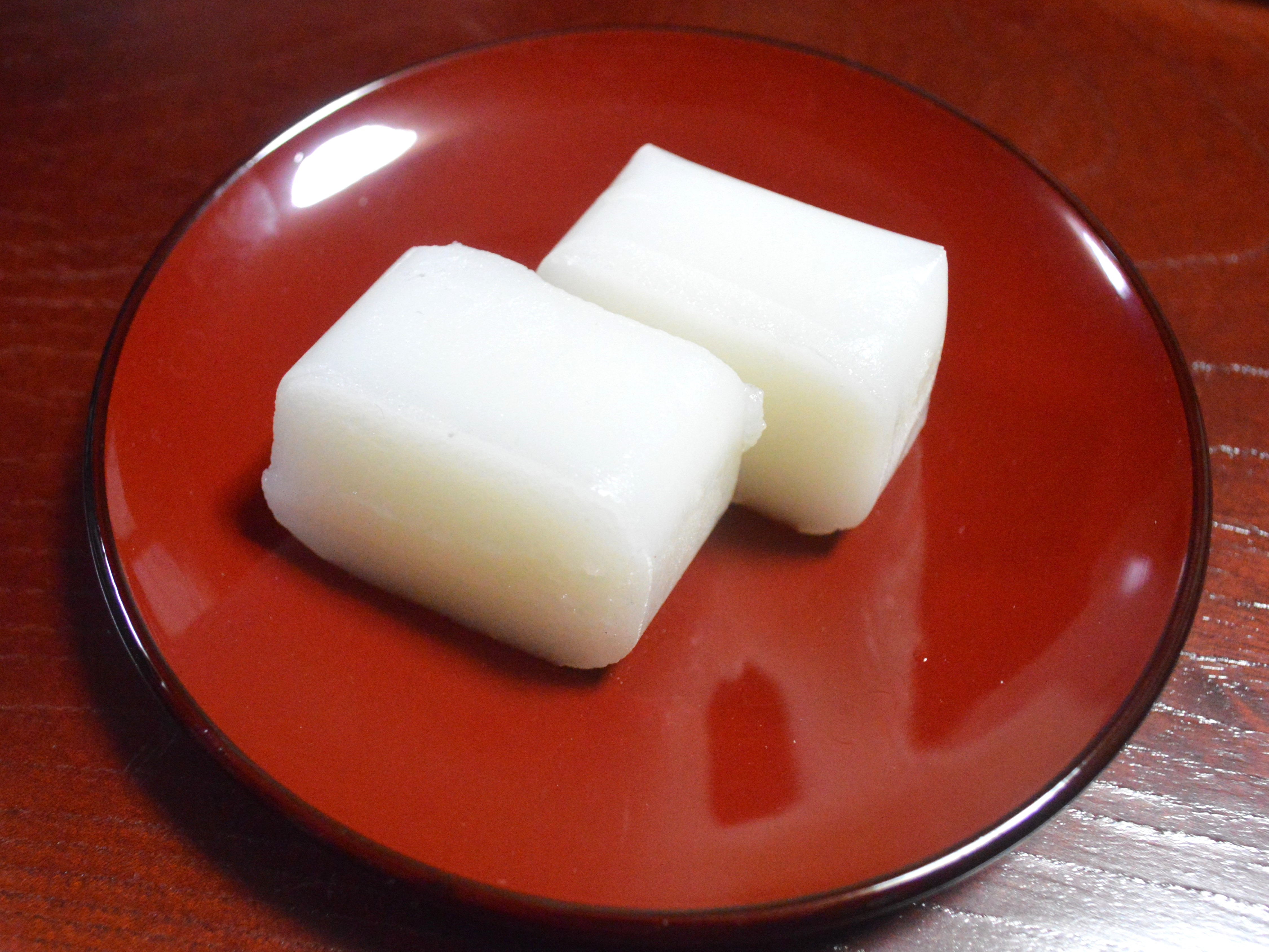
青柳ういろう（しろ）

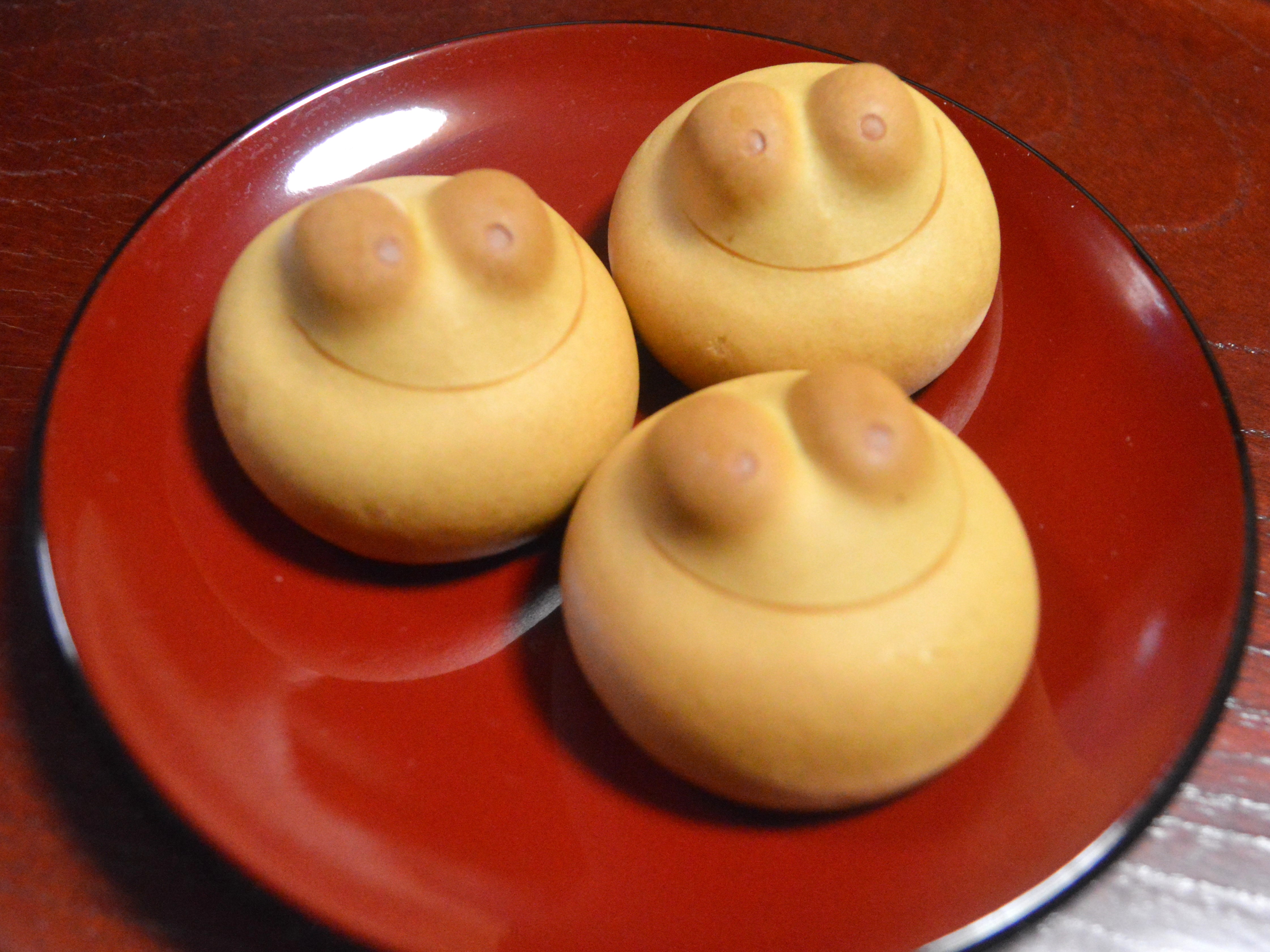
カエルまんじゅう

### ういろう
「青柳ういろう」は登録商標である。東海道新幹線が開通した際に、名古屋名物として青柳総本家だけ車内販売を許可されたことにより、ういろうは「名古屋名物」として有名になった。
1969年（昭和44年）から流されているういろうCMの歌詞「くやしかったら言ってみな。白・黒・抹茶・○○○・コーヒー・ゆず・桜」の「○○○」の部分は「上がり」なのか「あずき」なのかが話題になることがある。放送開始当初は「上がり」、1971年（昭和46年）頃 - 1977年（昭和52年）は「あずき」である。1977年（昭和52年）をもってCMが休止されたが、2002年（平成14年）に復活し、その後2007年（平成19年）10月をもって再び放送が中止された。復活した時の歌詞は「上がり」であった。「上がり」とは、こしあんの事である。
「ゆず」は1982年（昭和57年）休止、2002年（平成14年）再開、2008年（平成20年）再び休止、「珈琲」は1977年（昭和52年）休止、2002年（平成14年）再開、2007年（平成19年）再び休止したが、コーヒー業界の助言、洋菓子づくりの経験を持つスタッフなどの手によって復活し、2021年（令和3年）4月6日に販売を再開した。

#### ういろうの商品名
- 青柳ういろう（しろ、抹茶、さくら、上がり、黒、栗、小豆、マンゴー（夏季限定）、おいも（秋季限定）
- 一口ういろう（しろ、抹茶、さくら、上がり、くろの詰合）：5個入、10個入、15個入、20個入、30個入
- 一口ういろう（しろ、抹茶、さくらの詰合）：9個入
- 一口ういろう（和三盆・濃茶の詰合、和三盆・桜葉の詰合の2種類）：8個入、16個入
- 四季づくし（しろ、抹茶、さくら、上がりの詰合）：5個入、8個入、12個入、20個入
- 名古屋かるた（こしあん、栗、緑茶の詰合）：6個入、12個入、18個入
- 季節の味くらべ （春：桜&若桃、夏：黒糖&和三盆、秋：栗&さつま芋、冬：お汁粉&焼き芋の詰合）：4個入、8個入、16個入
- 生ういろう（通年販売：宇治時雨、こしあん、和三盆、かすみ（三越限定）、黒糖（名鉄限定）、塩（JR高島屋限定）、上がり餡（松坂屋限定）　季節限定：黒豆、節分、チョコレイト、うめ、あっぷるシナモン、さくら、草餅、柏、濃茶、若桃、水無月、青梅、緑茶、おはぎ、栗、かぼちゃ、さつま芋、ゆず、迎春、老松など
- 一口生ういろう（通年販売：黒糖、和三盆、こしあん、さくら、宇治しぐれ、おいも　季節限定：黒豆、梅、若桃、桜杏仁、桜餅、草餅、濃茶、水無月、青梅、緑茶、おはぎ、栗、ゆず、黒ゴマ黒きなこ、チョコレイト、花見、みたらし、ダージリン、マンゴー、塩とまと、ピスタチオ、カフェオレ、ほうじ茶など。守山直営店・KITTE名古屋店・Willows限定販売）

### その他の商品名
- カエルまんじゅう：3個入、6個入（トレードマークにちなんだ製品。こしあんの他には、桜餡（春季限定）、抹茶餡（夏季限定）、芋餡（秋季限定）、チョコ餡（冬季限定）がある）
  - ケロトッツォ：イチゴ、ラムレーズン&くるみ、クリームチーズ&レモン（上記のカエルまんじゅうに、生クリームとクリームチーズなどをサンドした製品。マリトッツォにちなんで「ケロトッツォ」とした）
- きしめんパイ：10本入、20本入。なお発売開始時には「フルール」ブランドで登場していた
- 小倉サンド：5枚入・名古屋名物の小倉トーストにちなんだ製品
- 名古屋生サブレ：カフェオレ風味・8枚入
- 栗むし羊羹

## CM
東海地方では上述のCMソングがよく知られている。上記CMの後継として、わらべ歌風に「あした天気になあれ、青柳ういろう」と歌うものもあった。CMは前述の東海道新幹線開業直後に関東や関西の放送局や他地区でも放送されていた時期があったが、現在は中京エリアのみの放送に留まっている。また、フルールのCMも有名だった。
声の出演
- 青柳ういろう：松島みのり

曲
- 「青柳ういろうのうた」　歌：ムーンドロップス（メイン歌唱者：松島みのり）
- 「フルール」　歌：サニートーンズ（メイン歌唱者：つねかわめぐみ・伊藤かよ子）
- 「カエルまんじゅう えかきうた」

## スポンサー番組
一社提供
- 東海フラッシュニュース（東海テレビ、1社提供（水曜日））
- CBCフラッシュニュース（CBCテレビ、1社提供（水曜日））

## 汚染米事件
米粉加工販売会社の三笠フーズが起こした事故米不正転売事件において、2007年（平成19年）12月から2008年（平成20年）6月の製品に加工販売した事を明らかにしたが、工業用の農薬汚染米だと気がつかずに仕入れたと説明をし、後藤敬社長が謝罪をしている。